# Aleksandr Miroszniczenko
Aleksandr Wiktorowicz Miroszniczenko (ros. Александр Викторович Мирошниченко, ur. 26 kwietnia 1964 w Kustanaju, zm. 19 maja 2003 tamże) − radziecki i kazachski bokser, medalista mistrzostw Europy, świata oraz igrzysk olimpijskich w wadze superciężkiej. 

## Kariera amatorska
Był trzykrotnym mistrzem (1986, 88, 89) i dwukrotnym wicemistrzem (1985, 87) ZSRR w wadze superciężkiej. W 1983 roku osiągnął pierwszy znaczący sukces na arenie międzynarodowej, gdy w Warnie zdobył brązowy medal mistrzostw Europy. 6 lat później ponownie zajął trzecie miejsce na mistrzostwach Europy (tak jak poprzednio przegrał w półfinale z Niemcem Ullim Kadenem), a także został w Moskwie wicemistrzem świata, ulegając jedynie Roberto Balado.
W 1988 roku wystąpił na letnich igrzyskach olimpijskich. W turnieju wagi superciężkiej stoczył następujące walki, ostatecznie zdobywając brązowy medal:
- II runda: Ali Al-Baluchi (Kuwejt) 5:0
- ćwierćfinał: Kim Yoo-hyun (Korea Płd.) 5:0
- półfinał: Riddick Bowe (USA) 0:5

## Kariera zawodowa
W połowie 1990 roku rozpoczął profesjonalną karierę. W ciągu niespełna trzech lat, walcząc na terenie Kazachstanu, Japonii i Europy, zwyciężył w 21 walkach z rzędu. 17 kwietnia 1993 roku w swoim 22 pojedynku zmierzył się na gali w Tarazie z debiutującym wśród zawodowców Olegiem Maskajewem. Miroszniczenko przegrał przez techniczny nokaut w 3. rundzie. Wskutek tej porażki zakończył pięściarską karierę.

## Kariera trenerska
Został trenerem. W 1998 roku założył w rodzinnym mieście szkołę boksu. W latach 2000–2002 był głównym trenerem reprezentacji obwodu kustanajskiego. W 2002 z jego inicjatywy na Państwowym Uniwersytecie w Kustanaju utworzono katedrę sportów walki i wschodnich sztuk walki, której został kierownikiem.

## Śmierć
19 maja 2003 roku znaleziono go martwego na parterze klatki schodowej bloku, w którym mieszkał. Przyczyną zgonu był upadek z dziewiątego piętra, w wyniku którego Miroszniczenko doznał śmiertelnych obrażeń głowy i narządów wewnętrznych. Według śledczych był to nieszczęśliwy wypadek − bokser stracił równowagę, w trakcie gdy siedział na poręczy balustrady i palił papierosa. Media spekulowały jednak, że Miroszniczenko padł ofiarą morderstwa, które miałoby być zemstą świata przestępczego. Występował on bowiem jako jeden z głównych świadków w procesie lokalnego gangstera, który był oskarżony o zabójstwo dokonane siedem lat wcześniej. W wyniku obciążających zeznań Miroszniczenki przestępca został skazany.